# محمد كونتيه
محمد كونتيه (بالإنجليزية: Muhammed Conteh)‏ هو لاعب كرة قدم غامبي في مركز الوسط، ولد في 31 مارس 1996. لعب مع Mbour Petite-Côte FC ‏.